# World Extreme Cagefighting
World Extreme Cagefighting (WEC) var en amerikansk Mixed martial arts-organisation der var aktiv fra 2001 til 2010. I begyndelsen af 2011 fusionerede organisationen sammen med Ultimate Fighting Championship (UFC).

## Historie
WEC blev grundlagt i 2001 og det første MMA-galla blev arrangeret den 30. juni 2001 i Lemoore i Californien. Af organisationens 24 første gallaer blev 22 afholdt i Lemoore.
I 2006 blev organisationen købt af Zuffa, ejere Ultimate Fighting Championship (UFC) og et nært samarbejde mellem begge organisationerne blev indledt Inden opkøbet arrangerede WEC kampe i alle vægtklasser, fra supersværvægt til bantamvægt, men efter opkøbet valgte man at satse på de lavere vægtklasser. Man valgte kun at satse på letvægt, fjervægt og bantamvægt.
I juni 2010 arrangerede WEC for første gang et galla udenfor USA da man valgt at afholde WEC 49 i Edmonton i Canada.
I oktober 2010 meddeltes det at UFC og WEC ville slutte sig sammen i starten 2011. Efter sammenlægningen skulle UFC overtage WEC's vægtklasser, UFC manglede inden sammenlægningen fjervægt og bantamvægt. WEC afviklede sit sidste galla, nummer 53 i rækkefølgen, den 16. december 2010. Derefter blev organisationens fjer--og-respektive bantamvægtmester José Aldo og Dominick Cruz nye mestre i UFC mens letvægtmesteren Anthony Pettis blev lovet en kamp mod UFC's letvægtmester.

### Kæmpere
Blandt bemærkelsesværdige navne kan disse kampe nævnes:
Letsværvægt
- Frank Shamrock

Mellemvægt
- Chris Leben
- Paulo Filho

Weltervægt
- Nick Diaz
- Karo Parisyan
- Carlos Condit
- Donald Cerrone

Letvægt
- Gilbert Melendez
- Ben Henderson

Fjervægt
- Urijah Faber
- Mike Brown
- José Aldo

Bantamvægt
- Miguel Torres
- Dominick Cruz